# Michel Goulet
Michel Bernard Goulet (* 21. April 1960 in Péribonka, Québec) ist ein ehemaliger kanadischer Eishockeyspieler, der von 1979 bis 1994 für die Québec Nordiques und Chicago Blackhawks in der National Hockey League und die Birmingham Bulls in der World Hockey Association spielte.

## Karriere
Nachdem er als Junior bei den Québec Remparts in der QMJHL gespielt hatte, begann er seine Profikarriere in der WHA bei den Birmingham Bulls. Sportlich bereitete ihm dies keine Probleme, doch der in der Provinz Québec aufgewachsene Goulet sprach kaum englisch und fand sich mit seinem Französisch im tiefen Süden Alabamas anfangs nur schwer zurecht. Im NHL Entry Draft 1979 holten ihn dann die Québec Nordiques als Nr. 20 zurück in die Heimat. Goulet zählte fortan zu den konstantesten Torschützen der NHL. Bis auf seine letzte Saison erzielte er immer mehr als 20 Tore. Von der Saison 1981/82 an übertraf er siebenmal in Folge die 40 Tore-Marke. Trotz der großen Aggressivität in seinem Spiel blieb der Linksaußen stets fair. Über Jahre zählte er zu den Stützen und Topscorern der Nordiques. Ein großes Erlebnis war es für ihn die Teilnahme am Rendez-vous ’87 mit der kanadischen Nationalmannschaft, das an Stelle des NHL All-Star Games in zwei Spielen gegen die UdSSR ausgetragen wurde. Er konnte in diesem Jahr auch beim Canada Cup helfen, den Titel zu verteidigen. Als man in Québec zum Ende der 80er Jahre das Team umbaute, um Kosten zu sparen, war gegen Ende der Saison 1989/90 auch für ihn der Zeitpunkt gekommen, die Nordiques zu verlassen. 
Bei den Chicago Blackhawks musste er eine deutlich defensivere Rolle als zuvor in Québec spielen. Im Sommer 1990 hatte man Herzprobleme bei ihm festgestellt, doch mit einer komplizierten Operation konnte der Fortgang seiner Karriere sichergestellt werden. Mit einem Hattrick gegen Minnesota am 23. Februar 1991 erzielte er als 30. Spieler seinen 1.000 Scorerpunkt in der NHL.
Am 16. März 1994 krachte er in einem Spiel bei den Montréal Canadiens in die Bande und zog sich eine schwere Kopfverletzung zu, die ihn dazu zwang, seine Karriere zu beenden. Genau ein Jahr nach diesem Unfall wurde in Québec sein Trikot mit der Nummer 16 unter dem Hallendach aufgehängt und die Nummer wurde vom Team seitdem nicht mehr vergeben. Allerdings zog die Mannschaft 1995 von Québec nach Denver unter dem Namen Colorado Avalanche, die wieder die Nummer vergeben. 
1998 wurde er mit der Aufnahme in die Hockey Hall of Fame geehrt.
In den folgenden Jahren war Goulet in der Organisation der Avalanche tätig, als die Mannschaft 1996 und 2001 den Stanley Cup gewann wurde auch sein Name auf der Trophäe verewigt.

## Erfolge und Auszeichnungen
| - 1978 LHJMQ Second All-Star Team - 1983 NHL Second All-Star Team - 1984 NHL First All-Star Team - 1986 NHL First All-Star Team - 1987 Teilnahme am Rendez-vous ’87 | - 1987 NHL First All-Star Team - 1988 NHL Second All-Star Team - 1998 Aufnahme in die Hockey Hall of Fame - 2012 Aufnahme in den Temple de la Renommée de la LHJMQ |

### International
- 1983 Bronzemedaille bei der Weltmeisterschaft
- 1984 Goldmedaille beim Canada Cup
- 1987 Goldmedaille beim Canada Cup